# 南沙港铁路
南沙港铁路是中国广东省珠三角地区粵港澳大灣區的客货干线铁路。线路连接广珠铁路与南沙港/南沙港南站，途经江门、佛山、中山和广州四市，全长88公里，时速120千米，是珠三角西部货运通道的重要组成部分，也是首条进入广州南沙自贸区的国铁铁路。线路于2021年12月30日开通；初期仅开行货运班车，未来将增加城际客运服务，并延伸服务至江门北站。

## 历史

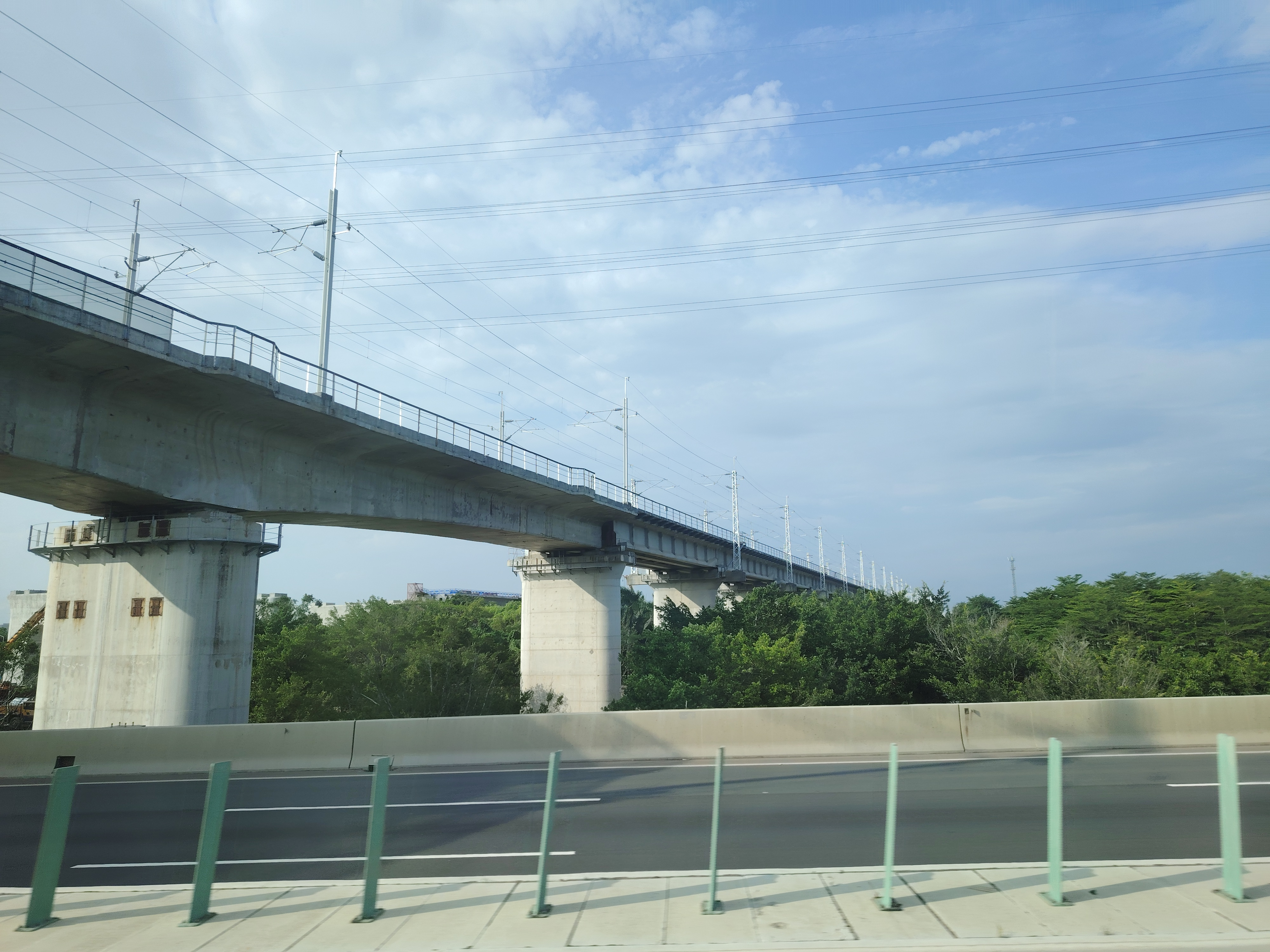
南沙港铁路万顷沙段，横跨南沙港快速路

南沙港铁路工程于2016年10月开工建设。2020年8月12日，全线重点控制性工程——南沙港铁路跨西江特大桥合龙。线路原规划为货运铁路，2021年7月获批增加客运功能，增加滨江新区、均安、东凤和南沙四座客运车站，为黄圃站新增客运设施，同时将江门北站改造增设客运设施纳入本线工程实施。线路于2021年9月16日完成主体工程，同年11月29日完成铺轨。
2021年12月30日，南沙港铁路正式開通。初期仅南沙港站提供货运服务，2022年2月8日南沙港南站投入运营。
2022年5月顺利开行了首趟“南沙港-成都-莫斯科”的海铁联运中欧班列。2023年3月29日，黄圃站开出首趟货运列车。

## 线路设站
本线起自广珠铁路雅瑶线路所，往东南方向经鹤山、佛山与江门交界处（滨江新区）的棠下西江铁路大桥過西江、顺德均安、中山小榄、东凤、南头、黄圃、广州万顷沙，最终到达南沙港区内的南沙港南站。在建设线路及沿线车站的同时，南沙港铁路工程还对广珠铁路上的江门北站进行客运化改造，使得南沙港铁路的客运服务能延伸至该站。
| 車站名稱                  | 车站性质 | 接驳线路                          | 所在區域 | 所在區域 | 啟用日期       |
| ------------------------- | -------- | --------------------------------- | -------- | -------- | -------------- |
| 南沙港铁路                |          |                                   |          |          |                |
| ↑经雅瑶线路所接入广珠铁路 |          |                                   |          |          |                |
| 棠下                      | 客运     |                                   | 江门市   | 蓬江区   | 建设中         |
| 均安                      | 客运     |                                   | 佛山市   | 顺德区   | 建设中         |
| 东凤                      | 客运     |                                   | 中山市   | 东凤镇   | 建设中         |
| 黄圃                      | 客货运   |                                   | 中山市   | 黄圃镇   | 2023年3月29日  |
| 万顷沙                    | 货运     |                                   | 廣州市   | 南沙区   | 预留站         |
| 南沙                      | 客运     | 深湛铁路 万顷沙站：18号线、15号线 | 廣州市   | 南沙区   | 建设中         |
| 南沙港                    | 货运     |                                   | 廣州市   | 南沙区   | 2021年12月31日 |
| 南沙港南                  | 货运     |                                   | 廣州市   | 南沙区   | 2022年2月8日   |